# Rio Ruvubu
O rio Ruvubu, Rurubu ou Ruvuvu é um rio da África central, cujas águas se reúnem a partir da porção mais distante da bacia do Nilo. Tem cerca de 300 km de comprimento. Ele nasce no norte do Burundi, perto da cidade de Kayanza e depois faz um arco em direção sul através de Burundi, sendo acompanhado pelo rio Ruvyironza. A partir daí, segue a nordeste, através do Parque Nacional Ruvubu, até a fronteira tanzaniana. Depois de um trecho ao longo da fronteira, o Ruvubu atravessa a Tanzânia, antes de desaguar no Rio Nyabarongo, na fronteira da Tanzânia com Ruanda, perto das Cataratas Rusumo, para formar o rio Kagera.